# Pronasoona sylvatica
Pronasoona sylvatica is een spinnensoort in de taxonomische indeling van de hangmatspinnen (Linyphiidae).
Het dier behoort tot het geslacht Pronasoona. De wetenschappelijke naam van de soort werd voor het eerst geldig gepubliceerd in 1995 door Alfred Frank Millidge.